# Hermann Guinand
Hermann Guinand, né le 29 janvier 1883 et mort le 4 mai 1985, est une personnalité politique suisse, membre du parti socialiste suisse.

## Biographie
Instituteur de formation, il est gérant des Coopératives réunies puis est élu au Conseil communal de la ville de La Chaux-de-Fonds en 1916 et est président de la ville de 1936 à 1948. 
Il siège également au Grand Conseil neuchâtelois de 1916 à 1957. En 1949, il est candidat au Conseil des États sans succès.

## Source
- Léo Bysaeth, Anne-Lise Grobéty, Marc Perrenoud, Loyse Renaud Hunziker, Un socialiste chaux-de-fonnier au XXe siècle. André Sandoz 1911-2006, Alphil, 2004 (ISBN 978-2-940235-39-1)
- Bulletin du Grand Conseil neuchâtelois vol. 1985-86